# Émile Loubet

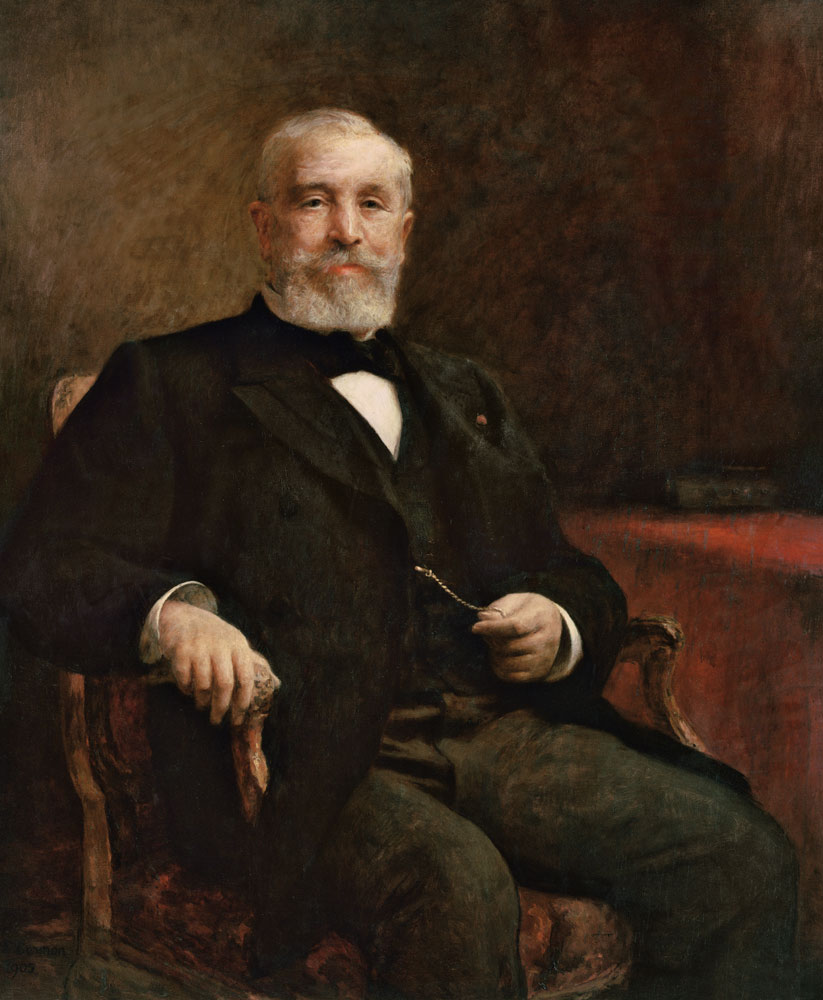
Émile Loubet, door Fernand-Anne Piestre

Émile François Loubet (Marsanne, 30 december 1838 - Montélimar, 20 december 1929) was een Frans politicus en president van de Franse Republiek.

## Achtergrond en opleiding
Émile Loubet was de zoon van een hereboer die meerdere malen burgemeester van Marsanne is geweest. Hij studeerde rechten in Parijs en promoveerde in 1863. In 1863 was hij getuige van de grote verkiezingsoverwinning van de Republikeinse partij in Parijs en sloot zich daarna bij hen aan.
Loubet oefende daarna het beroep van advocaat uit in Montélimar. In 1869 trouwde hij met Marie Louise Picard. Later erfde hij een kleine landerij in Grignan.

## Politieke carrière
In 1870, het jaar van de val van het Tweede Franse Keizerrijk, werd Loubet tot burgemeester van Montélimar gekozen. In 1876 werd hij voor het kiesdistrict Montélimar in de Franse Nationale Vergadering gekozen. Op 18 juni 1877 was hij een van de 363 afgevaardigden ("Linkse Blok") die een motie van wantrouwen indienden tegen premier Albert, hertog de Broglie. President Mac Mahon schreef daarop nieuwe verkiezingen uit. In de tussentijd legde de president de leden van het "Linkse Blok" sancties op. Loubet verloor tijdelijk zijn burgemeesterschap van Montélimar.
In oktober 1877, bij de verkiezingen, behaalden de linkse republikeinen een grote overwinning en Loubet werd met een groot aantal stemmen in de Nationale Vergadering gekozen – de kiezers in zijn kiesdistrict waren verbolgen over het feit dat hij van zijn burgemeestersambt was ontheven. De sancties van president Mac-Mahon werden opgeheven en Loubet werd weer burgemeester.
In de Nationale Vergadering hield Loubet zich vooral bezig met onderwijs. Hij bestreed het klerikale onderwijs en was een voorstander van het invoeren van gratis en seculier onderwijs. Hij volgde hierin de lijn van Léon Gambetta en Jules Ferry. In 1880 werd hij president van de regionale raad van Drôme.
Loubet steunde de koloniale politiek van premier Jules Ferry (1880-1881; 1883-1885). Hierdoor groeide Loubet's aanzien binnen de Linkse Republikeinse Partij (Gauche Républicaine), die een patriottische koers voorstond.

## Premier
Op 12 december 1887 werd Loubet minister van Openbare Werken in het kabinet-Tirard. In 1892 vroeg president Sadi Carnot, een persoonlijk vriend van Loubet, hem een kabinet te vormen. Dit kabinet trad op 27 februari 1892 aan. Naast het premierschap nam Loubet ook het ministerschap van Binnenlandse Zaken op zich.
Als premier kreeg Loubet te kampen met de anarchisten die in 1892 veel aanslagen pleegden, maar ook met een grote staking in Carmaux. Tijdens deze staking trad Loubet op als scheidsrechter. Hij wist de staking op vreedzame wijze op te lossen, maar zijn tegenstander verweten hem de staking ten gunste van de stakende arbeiders te hebben opgelost.
Op 28 november 1892 diende Loubet zijn ontslag in, omdat het hem niet was gelukt vragen in het parlement over het schandaal met betrekking tot het Panamakanaal bevredigend te beantwoorden. Hij bleef demissionair premier tot 6 december 1892.
In het daaropvolgende kortstondige kabinet-Ribot I (6 december 1892-10 januari 1893) was Loubet minister van Binnenlandse Zaken. In het kabinet-Ribot II (januari-maart 1893) keerde Loubet niet terug.

## President van de republiek
In 1896 werd Émile Loubet tot voorzitter van de Senaat gekozen. Op 16 februari 1899 overleed president Félix Faure. Omtrent zijn doodsoorzaak werden veel vraagtekens geplaatst; Faure overleed uitgerekend in een cruciale fase van de Dreyfusaffaire. Op 18 februari werd Loubet met 483 tegen 279 stemmen (zijn enige serieuze tegenkandidaat was Jules Méline) tot president van de republiek gekozen.
Tijdens de begrafenis van Félix Faure op 23 februari 1899 trachtte Paul Déroulède met enkele honderden anti-Dreyfusards het leger te bewegen om een staatsgreep te plegen. Déroulède ging naar generaal Roget, die met zijn troepen op weg was naar de kazerne, en probeerde hem over te halen om het Élyseepaleis te bezetten. Roget liet in plaats daarvan Déroulède arresteren.

### Afhandeling van de Dreyfusaffaire

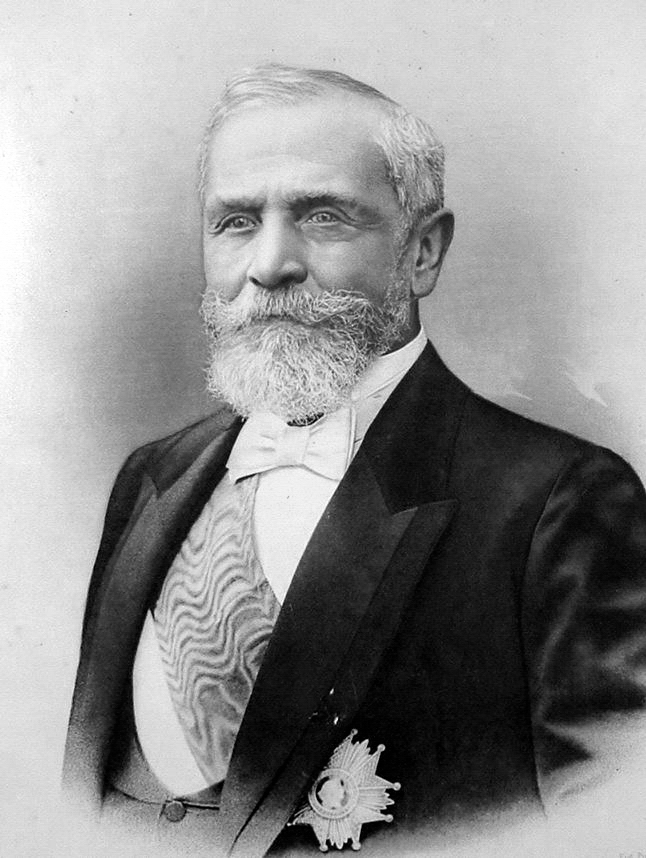
Officieel portret van Émile Loubet

Een van de eerste zaken die de nieuwe president wilde was een oplossing van de Dreyfusaffaire. Toen het Hof van Cassatie op 4 juni 1899 had uitgesproken dat er een revisie moest komen, waagde Loubet zich de volgende dag in het hol van de leeuw. Het was zondag 5 juni, de dag van de "Grand Steeple" op de renbaan van Auteuil, een bolwerk van rechts, rechtser en uiterst rechts. Tientallen heren stonden voor de eretribune te scanderen "démission, démission, Panama" (aftreden, met een verwijzing naar het Panamaschandaal). Plotseling sprong een van hen naar de president en gaf hem met zijn wandelstok een klap op het hoofd. Toen de man werd afgevoerd gingen zijn vrienden de gardisten met hun wandelstokken te lijf. Loubet liet de volgende dag weten, dat hij die zondag de rennen van Longchamps zou bijwonen. Op zondag 12 juni waren honderdduizenden Parijzenaars op de been om de president uit te jouwen of toe te juichen. Overal deden zich vechtpartijen voor. Diezelfde week viel de regering en Frankrijk leek terecht te komen in een chaos.
Loubet benoemde René Waldeck-Rousseau, een prominent advocaat, tot minister-president. Waldeck-Rousseau kreeg als hoogste prioriteit het afhandelen van de Dreyfusaffaire. Zes weken na de vorming van zijn regering, op 8 augustus, stond Alfred Dreyfus voor de tweede maal terecht. Op 9 september 1899 werd Dreyfus met 5 tegen 2 stemmen opnieuw schuldig bevonden, maar slechts bestraft met de vijf jaar die hij al had uitgezeten. Hiermee achtten de president, minister-president Waldeck-Rousseau en minister van Oorlog Gallifet de zaak afgedaan. Pas zeven jaar later, op 13 juli 1906, vijf maanden na het aftreden van Loubet en ruim twaalf jaar nadat Dreyfus voor de eerste maal terechtstond volgden zijn rehabilitatie en die van kolonel Picquart, de man die erachter was gekomen dat niet Dreyfus een spion was, maar een andere officier.
Omstreeks de eeuwwisseling begonnen steeds meer politici aan te dringen op een volledige scheiding van kerk en staat. Deze kwestie speelde al decennia, maar er waren nooit stappen ondernomen voor de realisering ervan. De kabinetten-Waldeck-Rousseau en Combes zetten zich in voor laïcisering van de samenleving - met name het laatste kabinet. In april 1905 riep de Franse regering haar ambassadeur terug uit het Vaticaan en eind 1905 werd de Wet op de scheiding van kerk en staat aangenomen.
President Loubet opende de wereldtentoonstelling van 1900 in Parijs. Hij ontving tsaar Nicolaas II van Rusland in Parijs en bracht in 1902 een tegenbezoek in Moskou. Hij zag het als zijn taak de Frans-Russische Alliantie verder uit te bouwen. In 1903 ontving hij de Britse koning Eduard VII. Er werden vriendschapsverdragen met het Verenigd Koninkrijk gesloten en uiteindelijk traden Frankrijk, het Verenigd Koninkrijk en Rusland toe tot de Entente Cordiale dat de Frans-Russische Alliantie verving.
In 1905 ontving Loubet koning Alfons XIII van Spanje. Op 31 mei woonden beiden een galavoorstelling bij in de Opéra Garnier. Toen ze na afloop van de voorstelling 's nachts (het was inmiddels 1 juni) per koets naar het Gare d'Orsay reden, gooiden anarchisten een bom naar de stoet. Deze raakte de schouder van een escorte, viel op de grond en ontplofte zonder dat koning of president gewond raakte.
Op 18 februari 1906 trad Loubet af. Hij werd opgevolgd door Armand Fallières. Loubet trok zich daarna terug uit de politiek. Hij overleed 23 jaar later, tien dagen voor zijn 91ste verjaardag.